# Zysk menniczy
Zysk menniczy – zysk fiskalny płynący z korzystania z przywileju menniczego, powstały z różnicy między rzeczywistym kosztem wybicia monety a jej wartością nominalną. 
W przypadku polskich monet średniowiecznych trudno jest ustalić zysk menniczy, gdyż często wynikał on z uprawnień fiskalnych emitentów, np. przy renowacji monety, która mogła przynosić 30–50% zysku. Kalkulacja produkcji menniczej wg ordynacji z 1658 r. określała zysk w wysokości 4½ złp z każdej grzywny czystego srebra przebitego na: orty, szóstaki, trojaki, półtoraki lub grosze – tzn. 15% nakładu.